# Miloslav Richter
Miloslav Richter (* 1955 in Beroun) ist ein tschechischer Klarinettist, Komponist, Musikwissenschaftler und Musikpädagoge.
Richter studierte bis 1978 am Prager Konservatorium. Von 1982 bis 2005 war er Klarinettist beim Prager Rundfunk-Sinfonieorchester. Seit 2000 arbeitet er für die Musikbibliothek des Prager Konservatoriums. Daneben unterrichtete er Flöte, Klarinette und Kammermusik an Musikschulen in Beroun und Prag. Er arbeitet wissenschaftlich auf dem Gebiet der Alten Musik für Blasinstrumente, gab Werke früher Meister des Barock heraus, arrangierte sie und komponierte selbst Stücke für Holzblasinstrumente (u. a. Etüden für die Klarinette, Klarinettenduette, Trios für Blockflöten).